# Shahanara Begum (política)
Shahanara Begum é uma política do Jamaat-e-Islami de Bangladesh e ex-membro do Parlamento de Bangladesh a partir de um assento reservado.

## Carreira
Shahanara Begum foi um membro do Parlamento nomeada pelo Jamaat-e-Islami de Bangladesh para o assento reservado para mulheres n.º 32 do 8.º Jatiya Sangsad.